# ドイツ民主共和国のスポーツ
ドイツ民主共和国のスポーツでは、1949年から1990年まで現在のドイツ連邦共和国（ドイツ、BRD）の北東部地域に存在したドイツ民主共和国（東ドイツ、DDR）におけるスポーツ活動について述べる。
なお、本文中では、特に必要な場合を除いて、ドイツ民主共和国を「東ドイツ」、統一前のドイツ連邦共和国を「西ドイツ」と称する。また、必要に応じて、1990年のドイツ再統一後の旧東ドイツ地域におけるスポーツ状況についても述べる。

## 競技スポーツ

### オリンピック

1956年~1964年の統一ドイツ五輪旗

オリンピックの成績についてはオリンピックの東ドイツ選手団の項目も参照の事。
東ドイツにおいては、国際大会への参加を含む競技スポーツは、ソビエト連邦など他の社会主義国同様に国家の威信をかけた強化策が取られ、水泳競技などはオリンピックなどでも輝かしい成績を残した。
東ドイツは、第二次世界大戦の開戦責任を問われたオリンピック参加除外処分が解除されると、1956年コルチナ・ダンペッツオオリンピックから1964年東京オリンピックまでは西ドイツとの統一ドイツチームとして参加し、三色旗の中央（赤字の部分）に白く五輪マークを抜き出した五輪旗を利用した。東京では金メダル10個を獲得し、国別獲得数では日本に次ぐ4番目になった。
1968年グルノーブルオリンピック（冬季）・1968年メキシコシティーオリンピック（夏季）からは東ドイツ単独で選手団を編成して五輪に参加し、引き続き好成績を残した。特に1976年から最後の参加になった1988年ソウルオリンピックまでの夏冬合計8回の各大会では、不参加だった1984年ロサンゼルスオリンピックを除く各大会において、金メダル獲得数でソ連に次ぐ2位を占めた。東ドイツの金メダル最多獲得大会はアメリカ合衆国や日本がボイコットした1980年モスクワオリンピックで、マラソン男子で前回1976年モントリオールオリンピックに続いて連覇したワルデマール・チェルピンスキーなど計47個を獲得した。この大会ではソ連が80個を獲得したので、金メダル総数204個の6割以上が両国で占められた。
また、1984年サラエボオリンピックでは、スピードスケートで女子が全種目制覇を達成し、ソ連を抜いて最多の11個の金メダルを獲得した。この時にフィギュアスケート女子シングルで優勝したカタリナ・ヴィットは続く1988年カルガリーオリンピックでも優勝した。
ただし、東ドイツのスポーツは国威発揚の手段で、政治に従属する存在だったため、1984年のロサンゼルスオリンピックもソ連に従ったボイコット決定を強いられた。また、ドーピング違反者も登場し、記録の公正性への疑問が続出した。国家ぐるみではないかという西側諸国からの批判は正しかった事が、ドイツ統一後に明かされた（下記参照）。
東ドイツの国家秘密警察であるシュタージは国外に出る事が多いスポーツ関係者に注目し、多くの情報提供を強要した。ヴィットは統一後に出版した自伝の中で、自らもシュタージの協力者にさせられ、同時に私生活が厳しく監視されていた事を告白した。
東ドイツが崩壊してドイツ統一が実現すると、トップ選手達は国家の庇護を外され、一転して劣悪な競技環境に置かれた。
これらの事情が災いし、旧東ドイツ地域でのスポーツ水準は大きく低下し、旧西ドイツが期待したような統一ドイツの金メダルラッシュは起こらなかった。オリンピックのドイツ選手団として臨んだ1992年アルベールビルオリンピックでほぼ前回カルガリー大会の東ドイツ並み、夏季の1992年バルセロナオリンピックでは前回ソウル大会での東ドイツすら下回るメダル獲得数に終わった。
その後も、特に夏季大会でドイツのメダル数は減少を続けている。
ただし、その苦境の中でもオリンピックで金メダルを獲得する旧東ドイツ出身の選手がいる。1979年、17歳の時に世界選手権で初優勝したビルギット・フィッシャーは、女子のカヌーカヤック競技で1980年のモスクワ大会から2004年アテネオリンピックまで6大会連続、合計8個の金メダルを獲得し、ハイケ・ドレクスラーは東ドイツ時代の1988年ソウル大会で銀メダルを得た女子走幅跳で1992年のバルセロナ大会と2000年のシドニー大会で金メダルを獲得している。

### ドーピング
オリンピックをはじめとする国際大会で東ドイツ選手が人口比では考えられないほどの好成績を収め、時にはそれまでの常識を覆すような超人的な世界記録を得るようになると、西側諸国の間からドーピングへの疑念が起こった。これに対し、当時の東ドイツ政府やスポーツ関係者は否定し続けたが、オリンピックの各大会ではドーピング違反による東ドイツ選手の失格者が現れた。
ドイツが統一され、東ドイツ体制下での国家や各機関、あるいは個人の行動が改めて調査されると、国際大会での好成績を挙げるための国家による組織的なドーピング行為がトップ選手達や運動能力の高い未成年に対して、同意・強制・無告知など様々な形で行われた事が判明していった。使用薬物としては経口トリナボールがあげられる。また、ドーピングを強要された選手達が健康被害が苦しんでいる事も明かされ、統一後もドイツ各地で競技指導を続けていた旧東ドイツ出身のコーチの多くは強い非難を浴びながらその職を失った。その一部はドイツを離れ、世界各地に職を求めたが、これはドーピング技術の拡散にもつながった。2002年にはドーピング犠牲者援護法が作られ約300人が支援を受けた。スポーツのトップ選手であってもシュタージの監視網と、「分解」と呼ばれる非拘束型の弱体化プログラムとは無縁ではなく、今日もドーピングについて東ドイツ出身選手からの匿名の相談を受け付けている元陸上選手のイネス・ガイペルも、1984年のメキシコ遠征中に現地人男性と恋仲となり、男性から亡命を勧められた事を隣家の住人に話してしまった為に、その後程なくして「発症」した急性虫垂炎手術の際に胃を全摘出されるという「処置」を受け、この後遺症により翌1985年に現役引退を余儀なくされたという。
また、東ドイツ出身選手に対してドーピングを続けているのではないかという疑いの目が向けられ続けている。現実に、ロシュトック出身で10代前半にベルリンの体育学校でエリート教育を受けた自転車ロードレース競技の男子選手であるヤン・ウルリッヒは、ツール・ド・フランス初のドイツ人優勝者という栄光の一方、アンフェタミンによる出場停止やドーピング疑惑医師との接触による所属チーム解雇などの処分を受けている。
なお、現在でも旧東ドイツのチームや選手による世界記録がいくつか残っているが、これについてもドーピングの結果によるものと推測・批判する声が後を絶たず、通常の競技生活では到達不能なものとして一種のアンタッチャブルにされているものもある。その例として、1985年に女子400m走で47秒60を記録したマリタ・コッホ、円盤投の女子でガブリエレ・ラインシュが1988年に記録した76.80mなどが挙げられる。

### サッカー
西ドイツ同様、東ドイツでもサッカーも盛んであった。そもそも、ドイツ帝国時代の1900年にドイツサッカー連盟が結成されたのは後に東ドイツに編入されたザクセン地域のライプツィヒであり、1902年/1903年から始まったドイツ・サッカー選手権では最初のドイツチャンピオンにVfBライプツィヒが輝くなど、戦前のドイツサッカーの中心地の一つだった。
東ドイツとしてのサッカーが最も成功したのは、東ドイツ代表が出場した1974年のW杯西ドイツ大会と、1976年のモントリオールオリンピックである。欧州予選を勝ち抜き、東ドイツとして史上唯一の本大会出場になったW杯では1次リーグ突破を決めた後の最終戦で、ハンブルクで西ドイツを1-0で下した。2次リーグ（ベスト8）突破はならなかったが、史上初、そして結局最後となったこの両ドイツ対決の実現と、劣勢と見られていた東ドイツの勝利は大きな話題となった。ただし、西ドイツ代表は地元開催大会での歴史的敗北から逆に発奮し、2次リーグからは全勝して優勝を果たした。東ドイツ代表はここで自信を持ち、続くモントリオールオリンピックで史上唯一の金メダル獲得につなげた。
国内ではソ連占領下の1947年からリーグ戦が再開され、1949年から全国リーグとしてDDRオーバーリーガが編成された。このリーグではSGディナモ・ドレスデンやSCヴィスムート・カール＝マルクス＝シュタットなどが強かった。また、1981年にはカールツァイス・イェーナがUEFAカップウィナーズカップで準優勝した。1978年/1979年シーズンからはディナモ・ベルリンが10連覇を飾ったが、このクラブはシュタージにより強力に支援されており、審判の判定や有力選手の引き抜きなどで非常に優遇されたといわれている。そのため、この10連覇に対しては「いかさまマイスター」という批判も起こっている。
1988年/1989年シーズンにこの記録を止め、10シーズンぶりにディナモ・ドレスデンにタイトルをもたらせたチームの中心選手がDF（リベロ）のマティアス・ザマーやFW（ストライカー）のウルフ・キルステンだった。スタジアムの外では民主化運動の高揚によるベルリンの壁崩壊から事実上の国家消滅まで一気に進んだ1989年/1990年シーズンもディナモ・ドレスデンが連覇したが、10月3日のドイツ再統一に伴って、独立したDDRオーバーリーガは終了した。また、ザマーはシーズン後に西ドイツ地域のVfBシュトゥットガルト、キルステンはバイヤー・レバークーゼンへ移籍し、2人は東ドイツ代表から統一ドイツのナショナルチーム代表に参加し、1994年のW杯アメリカ大会にも出場した。ザマーは1997年に欧州最優秀選手賞（バロンドール）を獲得したが、これは東西分裂時代を含めて初の旧東ドイツ出身者の受賞だった。
ドイツ再統一を受けて、東ドイツサッカー協会は旧西ドイツ協会であるドイツサッカー協会傘下の北東ドイツサッカー協会へと変わり、DDRオーバーリーガはNOFVオーバーリーガとして1シーズンのみ開催された。そして、この成績を基にして1991年/1992年シーズンには全面的に東西両地域のリーグ統合が行われた。NOFVオーバーリーガ優勝（東ドイツ時代を含めて初優勝）のハンザ・ロシュトックと準優勝の1.FCディナモ・ドレスデン（SGディナモ・ドレスデンが改称）は西ドイツサッカーのトップリーグだったブンデスリーガの1部、続く5チームは同リーガ2部に編入されたが、ベルリンFCディナモから改称したFCベルリンは3部の地域リーグへ行く事になった。
再統一と同時にザマーとキルステンが高い報酬を支払える西側のクラブへ移籍したように、その後も旧東ドイツ地域のチームは厳しい財政事情の中での戦いを強いられ、1.FCディナモ・ドレスデンの赤字転落によるレギオナルリーガ（3部リーグ）降格などが起こった。下部リーグでもVfBライプツィヒの破産が起こっている。2003年/2004年シーズンには1部に復帰していたハンザ・ロシュトックが再降格し、遂にブンデスリーガ1部から旧東ドイツ地域のクラブが消滅した。2006年/2007年にはエネルギー・コットブスが4シーズンぶりに1部に復帰し、旧東ドイツ地域の空白は2シーズンでひとまず解消される事になった。
なお、現在のサッカードイツ代表の中心選手ミヒャエル・バラックは東ドイツとポーランドとの国境の町で、オーデル・ナイセ線上にあるゲルリッツの出身である。そのため、2006年に行われたW杯ドイツ大会では、ブンデスリーガのチームがないのに旧東ドイツ地域唯一（ベルリンを除く）の開催都市として選ばれたライプツィヒと共に、このバラックが東西ドイツ統合の象徴として目される事になった。

### 自転車競技
オリンピックにおいてメダルの量産が期待できるとして、種目数が多いトラックレースに注力していた。とりわけ同様の強化策が図られていたソビエト連邦とは宿命のライバルとして鎬を削った。中でも、オリンピックの男子スプリントでは、不参加だった1984年ロサンゼルスオリンピックを除くと、1980年モスクワオリンピックから1996年アトランタオリンピックまで、ルッツ・ヘスリッヒとイエンス・フィードラーがそれぞれ2回ずつ優勝を果たしたが、自国の代表選手に選出されることのほうが難しいといわれるほど、部類の選手層の厚さを誇った。
また、ドイツ国籍選手として初めて、1997年のツール・ド・フランスで総合優勝を果たしたヤン・ウルリッヒや、1988年ソウルオリンピック・個人ロードレース優勝者で、プロ転向初年度である1990年のツール・ド・フランスでポイント賞を獲得したオラフ・ルードヴィッヒなども出身者である。

## 市民スポーツ
東ドイツでは、スポーツは優秀な少年少女の中から選抜された一握りのスポーツエリートのみが国家の威信をかけて行うものだった。そのため、西ドイツが国民スポーツ振興のために1960年から始めた施設整備計画であるゴールデンプランのようなものは作成されず、一般国民は劣悪な施設の中で限られた機会でしかスポーツを楽しめなかった。指導者はエリート選手の指導にのみあたり、スポーツ愛好者の裾野を広げる事は出来なかった。
1989年秋の民主化運動以降、従来の社会主義体制の特権が全面的に見直され、トップ選手達はそれまでの国家スポーツセンターを追われて一般市民と同じ施設を使う事になった。これで国民体育部門の立ち後れが一気に露呈し、競技水準の低下が起こった。多くの有力選手は旧西ドイツ地域への転居や外国への移住などを行った。現在でも、西側地域との経済格差が解消できない旧東ドイツ地域では、スポーツ分野へ十分な資金や指導者が供給されていない状況にある。

## 参照
1. ↑  メダルと恋と秘密警察―ビットが明かす銀盤人生　カタリナ・ヴィット著
2. ↑  カルガリーでは東ドイツが金9、銀10、銅6の計25個、 西ドイツが金2、銀4、銅2の計8個、合計で金11、銀14、銅8、33個のメダル数だったが、アルベールビルでのドイツは金10、銀10、銅6の計26個。
3. ↑  ソウルでは東ドイツは金37、銀35、銅30の計102個、西ドイツは金11、銀14、銅15の計40個、合計で金48、銀49、銅45の計142個だったが、バルセロナでのドイツは金33、銀21、銅28の計82個。
4. ↑  モスクワの18歳とアテネの42歳は、いずれも金メダル獲得時の最年少・最高齢記録。他に銀メダル4個。東ドイツ時代の獲得は金3個、銀1個。
5. 1 2 3  ｢闇は､まだ広がっている｣　旧東ドイツ・ドーピング被害者の告白withnews、2016年8月21日閲覧。
6. ↑  1990年代以降の最高記録はバーレーンのサルワ・イード・ナセル（英語版）が2019年に記録した48秒14（歴代3位）。ただし後にナセルもドーピングの居場所情報関連義務違反により出場停止処分を受けている。
7. ↑  同種目の歴代10傑は2024年にキューバのヤイメ・ペレスが73m09を記録するまでは全員が旧東ヨーロッパ諸国（うち東ドイツが6人）、そして全てが1984年から1989年に記録されたものだった。また、2000年以降のオリンピックと世界陸上選手権を通じた最高記録は、2017年世界陸上選手権でクロアチアのサンドラ・ペルコビッチが記録した70m31。